# Ууемийза (Рідала)
У́уемийза (ест. Uuemõisa küla) — село в Естонії, у волості Рідала повіту Ляенемаа.

## Населення
Чисельність населення на 31 грудня 2011 року становила 33 особи.

## Географія
Село межує з південною околицею селища Ууемийза, волосного центру.

## Історія
З 1998 року село відновлено як окремий населений пункт.